# Зигмарингендорф
Зигмарингендорф (нем. Sigmaringendorf) — община в Германии, в земле Баден-Вюртемберг. 
Подчиняется административному округу Тюбинген. Входит в состав района Зигмаринген.  Население составляет 3653 человека (на 31 декабря 2010 года). Занимает площадь 12,47 км².